# Стереопороза
Стереопороза је осми албум Вуду Попаја. Издат је 2024. године и на њему се налази 15 песама које су написали Вуду Попај (текстови), Марко Ковач (музика, аранжмани и текстови) и Арманд Месарош (музика и аранжмани).

## Рецензије
- Музички уредник и рецензент Бранимир Локнер написао је следеће: „Дискографија Вуду Попаја обогаћенија је новим албумом назива Стереопороза, на којем се налази 15 композиција, односно 13 плус две бонус нумере. Ту су такође и римејкови песама Отмичар и Карантин. Попај је главни аутор текстова, док је за музику највише био заслужан Марко Ковач, као и Арманд Месарош. Стереопороза је један од оних албума који ће вас више релаксирати, али и подсетити на неко овдашње старије време, као и почетке каријере овог уметника. Сам  материјал је прилично уједначен, и слуша се у једном даху, једном цугу. Попај се не мења, али је спреман да прихвати савете својих сарадника, и да се са снажном радном енергијом суочи са новим изазовима. Стереопороза поседује некакву несвакидашњу количину оптимизма, иако саме поруке не морају и не требају у потпуности бити тако схваћене.“[3]

- Према избору новосадског Дневника, албум Стереопороза је увршћен међу 20 најбољих домаћих рокенрол албума 2024.[4]